# 吉村実子
吉村 実子（よしむら じつこ、1943年4月18日 - ）は、日本の女優。オフィスぴろっと所属。東京都出身。実姉は芳村真理。

## 人物・来歴
女子美術大学付属高等学校在学中の17歳の時に、今村昌平にスカウトされて『豚と軍艦』のヒロイン役で映画デビュー。
1964年には新藤兼人監督作品『鬼婆』で、第15回ブルーリボン賞助演女優賞を受賞。
1970年以後は半ば引退状態だったが、1980年の『あ・うん』のヒロイン役で本格復帰した。
1968年には石立鉄男と結婚していたが、約25年間の別居生活を経て、1998年に離婚。

## 出演

### 映画
- 豚と軍艦（1961年）
- にっぽん昆虫記（1963年）
- 鬼婆（1964年）
- 恐山の女（1965年）
- ぜったい多数（1965年、松竹）
- 異聞猿飛佐助 (1965年)

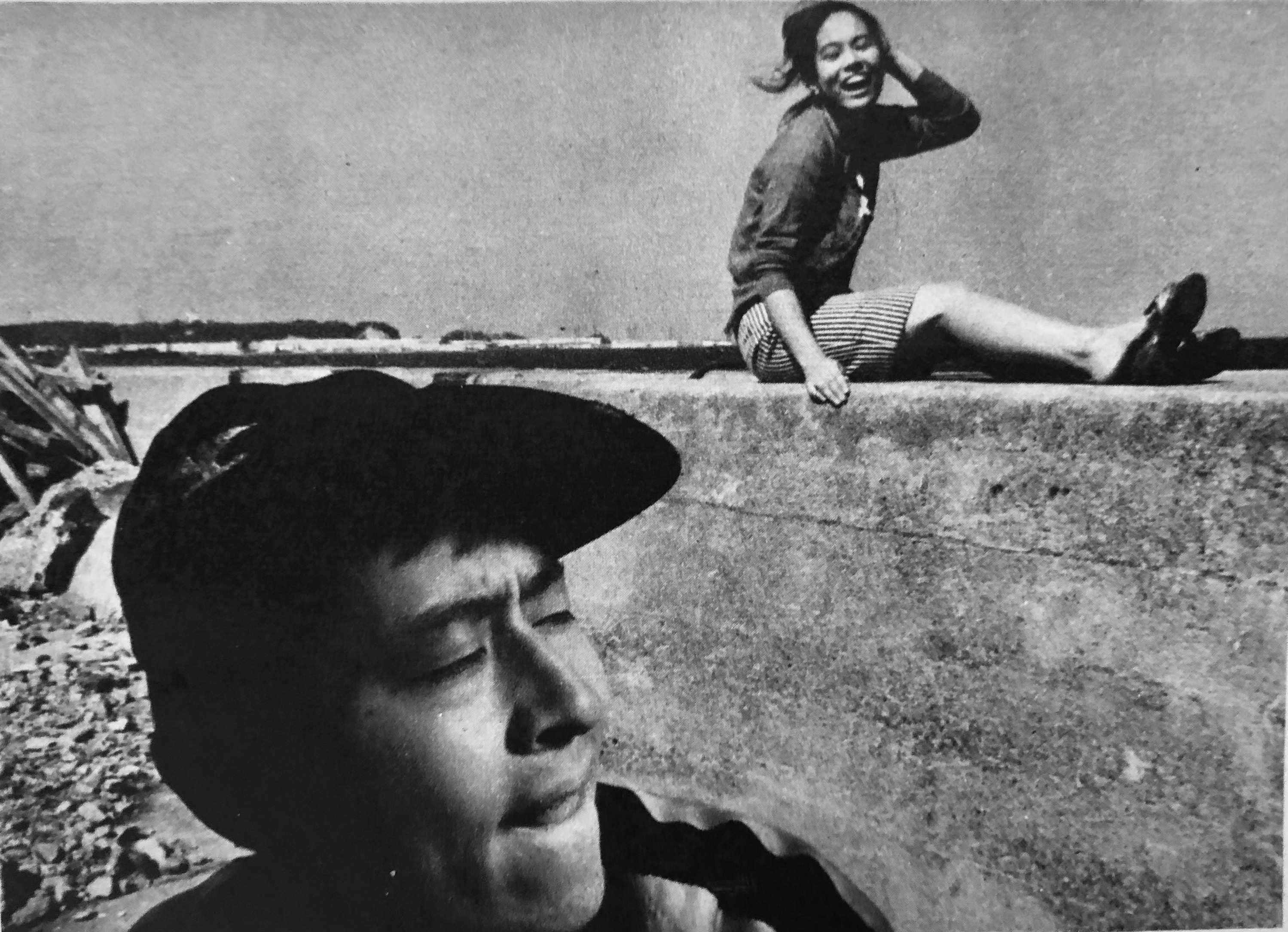
『豚と軍艦』（1961年）

- OSS117/東京の切り札（1966年　フランス・イタリア合作映画）
- にせ刑事(1967年)
- 雌が雄を喰い殺す かまきり(1967年)
- ごろつき（1968年）
- 年ごろ（1968年）
- 赤毛（1969年）
- 奇々怪々 俺は誰だ?!（1969年）
- どですかでん（1970年）
- 母（1988年）
- ほしをつぐもの（1990年）
- 蝉祭りの島（2000年）
- みんなのいえ（2001年）
- 肌の隙間（2004年）
- 死に花（2004年）
- 千の風になって（2004年）
- 石内尋常高等小学校 花は散れども（2008年）
- BOX 袴田事件 命とは（2010年）
- おにいちゃんのハナビ （2010年）
- 凶悪（2013年）
- おしん（2013年） - 谷村なか 役
- たぬきがいた (2013年)
- 私の男（2014年） - 老婆 役
- 貞子（2019年） - キヨ 役
- 楽園（2019年）

### テレビドラマ
- 若もの―努の場合（1961年、TBS）
- テレビ指定席「駅」（1965年、NHK総合）
- 松本清張シリーズ 「遠くからの声」（1966年、関西テレビ）
- 嫌い!好き!!（1966 ‐ 1967年） ‐ 高村冬子 役
- 新吾十番勝負 第19話「忍者の掟」（1967年、TBS / 松竹テレビ室）- かすみ
- 三匹の侍（フジテレビ）
  - 第4シリーズ 第25話「闘い / 雪の章」（1967年） - 美乃 役
  - 第5シリーズ 第7話「女」（1967年） - 桔梗 / 園枝 / おゆき 役
  - 第5シリーズ 第11話「罠」（1967年） - 鳥追いのお甲 役
  - 第6シリーズ 第19話「女が待っている」（1969年） - お駒 役
  - 新三匹の侍 第9話「巡礼女の唄が聞える」（1970年） - お妻 役
- 平四郎危機一発 第5話「アフロディーテを消せ」（1967年、TBS）
- 鞍馬天狗（1969年、NHK） - おせん
- あ・うん（1980年、NHK総合）
- 続あ・うん（1981年、NHK総合）
- 父の詫び状（1986年、NHK総合）
- 土曜ドラマ（NHK総合）
  - 十九歳（1989年） - 奈津 役
- 連続テレビ小説（NHK総合）
  - 和っこの金メダル（1989年 - 1990年）
  - おひさま（2011年） - 岩本安子 役
- 火曜サスペンス劇場（日本テレビ）
  - 殺人捜査（1992年）
  - 1995年殺人捜査（1995年）
- 月曜ドラマスペシャル・女管理人芦屋野々子の推理（1994年、TBS）
- 風の刑事・東京発! 第8話「20年目の再会! 名前のない男」（1995年、テレビ朝日 / 東映） - 角田光江 役
- 大岡越前 第14部 第4話「白洲で暴く恨みの謎」（1996年7月8日、TBS / C.A.L） - お仲 役
- はるちゃん 第41-42話（1996年、東海テレビ） - 早川夕子 役
- 土曜ワイド劇場（テレビ朝日）
  - 女探偵・朝岡彩子（1999年）
  - 検事・朝日奈耀子1（2003年） - 河田園子 役
  - 棟居刑事の青春の雲海（2008年） - 増富つる 役
  - タクシードライバーの推理日誌36（2014年12月13日） - 夏川久美 役
  - 終着駅の牛尾刑事そして事件記者冴子14（2014年12月27日） - 朝倉静子 役
- 女と愛とミステリー・松本清張特別企画・ガラスの城（2001年、テレビ東京） - 三上千鶴 役
- 相棒 Season 3（2005年、テレビ朝日） - 坪井幸子 役
- 新・科捜研の女 第8シリーズ File.8（2008年、テレビ朝日） - 沢渡やすえ 役
- 森村誠一サスペンス(7)「時」（2008年9月15日、TBS） - 中倉和代 役
- 世にも奇妙な物語 秋の特別編「行列のできる刑事」（2008年9月23日、フジテレビ） - 天野幸恵（犯人の母親）役
- おみやさん 第8シリーズ 最終話（2011年6月23日、テレビ朝日） - 和田久子 役
- 運命の人（2012年、TBS） - 弓成しづ 役
- 書店員ミチルの身の上話（2013年、NHK総合） - 香月聖子 役
- 震える牛（2013年、WOWOW） - 西村守の母親 役
- 美女と男子 第6話 (2015年5月19日、NHK総合) - 占い師 役
- 刑事7人 シーズン4 第5話（2018年8月8日、テレビ朝日） ‐ 上田伸江 役
- dele 第7話（2018年9月7日、テレビ朝日） ‐ 上野美奈子 役